# Butimanu (gmina)
Butimanu – gmina w południowej Rumunii, w okręgu Dymbowica. W skład gminy wchodzą 4 miejscowości: Bărbuceanu, Butimanu, Lucianca i Ungureni. Według stanu na rok 2011 liczyła 2435 mieszkańców, zaś w roku 2021 jej liczebność wynosiła 2469 mieszkańców.